# Federación de Fútbol del Tercer Departamento Cordillera
La Federación de Fútbol del Tercer Departamento Cordillera, es la institución de gobierno departamental de fútbol en el Departamento de Cordillera, está afiliada a la Unión del Fútbol del Interior. La federación es responsable por la organización de las ligas regionales en las diferentes ciudades del departamento. La sede de la federación se encuentra en la ciudad de Caacupé.

## Ligas Afiliadas
En total están afiliadas 17 Ligas
- Liga Alteña de Fútbol (Altos)
- Liga Arroyense de Fútbol (Arroyos y Esteros)
- Liga Atyreña de Deportes (Atyra)
- Liga Caacupeña de Deportes (Caacupé)
- Liga Caraguatay de Deportes (Caraguatay)
- Liga Emboscadeña de Deportes (Emboscada)
- Liga Barrereña de Deportes (Eusebio Ayala)
- Liga Isla Pucú de Deportes (Isla Pucú)
- Liga Deportiva del Yhaguy (Itacurubí de la Cordillera, Mbocayaty del Yhaguy, Santa Elena y Valenzuela)
- Liga Juandemenina de Deportes (Juan de Mena)
- Liga Deportiva Lomagrandense (Loma Grande)
- Liga Deportiva Nueva Colombia (Nueva Colombia)
- Liga Deportiva Piribebuy (Piribebuy)
- Liga Primereña de Deportes (Primero de Marzo)
- Liga de Fútbol San Bernardino (San Bernardino)
- Liga Deportiva San José Obrero (San José Obrero)
- Liga Tobateña de Deportes (Tobatí)